# 林紓

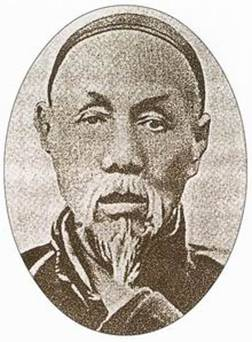
林紓

林紓（りんじょ、1852年11月8日 - 1924年10月9日）は、中国の文人、翻訳家、教育者。原名群玉、字は琴南、号は畏廬、冷紅生、狂生など。小デュマの『椿姫』やストウ夫人の『アンクル・トムの小屋』等、数々の海外小説の漢文文語訳で知られ、それらは「林訳小説」として当時の社会や文壇に大きな影響を与えた。

## 生涯
福州閩県の人。
光緒八年（1882年）挙人。同年挙人となった高鳳岐、鄭孝胥等とは交遊があった。
その後進士にはなれず、福州の蒼霞精舍（福建工程学院 の前身）、杭州の東城講舍、北京金台書院、五城学堂等で修身や国文等を教授した。また陳文台に絵画を学んだ。
光緒二十三年（1897年）に母や妻が相次いで亡くなり喪に服していたおり、フランス帰りの王寿昌等の勧めに従って共同で小デュマの『椿姫』を文語翻訳し『巴黎茶花女遺事』として光緒二十五年に刊行、大いに好評を得た。以後20年以上にわたり海外の多くの作品を翻訳した。
光緒二十八年（1902年）に京師大学堂（北京大学の前身）が成立すると、厳復とともに訳書局に任じた。
この頃その古文が桐城派の大師呉汝綸に評価され名声が高まり、姚永概や馬其昶とも交わった。
その後も京師大学堂の預科や師範館、経文科、文科にて古文等を教授した。
1913年に京師大学堂を辞め、正志学校（徐樹錚が創立した学校）や孔教大学にて教えた。
革命後は民国に仕えることを潔しとせず、袁世凱政府からの度々の招請も断り著述、翻訳、絵画制作の日々を送った。
1924年に北京にて死去。死後門人から「貞文」と諡された。

## 著作

### 翻訳
英語、フランス語の小説を中心に20年以上に亘って200以上の作品を、王寿昌、魏易、王慶驥、王慶通等と共同で文語に翻訳し、当時広く読まれた。その後は長らく忘れられていたが、銭鍾書の評論『林纾的翻译』(1963)を機に再び関心をもたれ、1981年には商務印書館より10種の林訳が再版された。
林自体は外国語を解さず、友人らの口述を文語に翻訳筆記する形をとっていた等により誤訳も多いとされる。
また『ヘンリー四世』『リチャード二世』『ヘンリー六世』『ジュリアス・シーザー』等多くの戯曲の名作が小説として紹介されたことにも批判を受けてきた。
但し、近年底本としたものがそもそも戯曲でなかったことが発見されるなど、林自身が故意に小説化したわけではなかったとも考えられている。
一方、簡略化等により部分的に改良がなされていることも指摘されている。
翻訳作業の様子は、林自身により「孝女耐兒傳」の序文に以下のように記されている。
| 「 | 予西文を審らかにせず、その勉強して身を訳界に廁するは、二三の君子を恃み、余が為にその詞を口述すればなり。余耳に受け手でこれを追い、声已みて筆止む。日に区か四小時、文字六千言を得。その間疵謬百出、乃ち海內の名公、その軽率を鄙穢せずしてこれを収むるを蒙らば、これ予の大幸なり。（「私は西洋語を解さないが、それでもこうして強いて訳業に手を出したのは、二、三の君子に頼んで自分のために口述してもらうことができたからである。彼らの文意の説明を聞くと同時に私が訳し、声がやんだ所で筆を止めたところ、四時間ほどで六千字の文章となった。その中には謬りも多いはずであるから、読者各位はどうかその軽率を嫌悪せずに本書を手にして下されば、私の大いに幸とするところである。」） | 」 |

翻訳した小説の原作者として最も多いのは英国のヘンリー・ライダー・ハガードで、その他シェイクスピア、ダニエル・デフォー、 スウィフト、 スティーヴンソン、ディケンズ、ウォルター・スコット、コナン・ドイル、ユゴー、大デュマ、小デュマ、バルザック、イソップ、イプセン、トルストイ等がいる。
銭鍾書に依れば、翻訳は初期は「十のうち七、八は出色のもの」であったが、《離恨天（英語: Paul et Virginie）》（1913年）の訳了後退歩していった。
以下は訳書の一部。
- 巴黎茶花女遺事. (1899)小デュマ《椿姫》の訳。
- 黒奴籲天錄. (1901)《アンクル･トムの小屋》の訳。魏易
- 孝女耐兒傳 ディケンズのThe Old Curiosity Shopの訳。
- 《伊索寓言》厳培南、厳璩との合訳。（1903年）
- 《迦因小傳》ヘンリー・ライダー・ハガードJoan Hasteの訳。（1905年）
- 玉雪留痕ヘンリー・ライダー・ハガードMr. Meeson’s Willの訳。林紓、魏易合訳。（1905年）
- 《海外軒渠錄》 スウィフト『ガリヴァー旅行記』の訳。林紓、魏易が前半を訳出した。（1906年）
- 《孤星淚》レ・ミゼラブルの訳（林紓、魏易）。（1907年）
- 電影樓臺コナン・ドイル『ラッフルズ・ホーの奇蹟（The Doings of Raffles Haw）』の訳。林紓、魏易合譯。（1908年）
- 《賊史》ディケンズOliver Twistの訳（林紓、魏易）。（1908年）
- 《塊肉餘生錄》ディケンズDavid Copperfieldの訳（林紓、魏易）。（1908年）
- 《塊肉餘生述後編》，ディケンズ原著，林紓、魏易合譯。（1908年）
- 《玉樓花劫》（Le Chevalier de Maison-Rouge），今譯《紅屋騎士》，法國大仲馬原著。林紓、李世中合譯。1908年，商务印书馆出版。
- 《新天方夜譚》，斯蒂文森、佛尼司地文，林紓、曾宗巩合譯。（1908年）
- 《髯刺客傳》コナン・ドイルUncle Bernacの訳（林紓、魏易）。（1908年）
- 《不如歸》，徳富蘆花著、林紓、魏易合譯。（1908年）
- 《離恨天》Bernardin de Saint－Pierre）Paul et Virginieの訳（林紓、王慶驥）。（1913年）
- 《罗刹因果錄》，トルストイ原著。[20]（1914年）
- 天囚懺悔錄. 商務印書館 John Oxenham（William Arthur Dunkerley）原著。林紓、魏易合譯。
- 《亨利第四紀》（Henry Ⅳ），シェイクスピア原著。1916年2月～4月《小说月报》第7卷第2～4号。
- 《亨利第六遺事》（Henry Ⅵ），シェイクスピア原著。（1916）
- 《魚雁抉微》（Lettres Persanes），モンテスキュー原著。（1916）
- 《雷差得紀》シェイクスピア原著Richard Ⅱの訳（林紓、陳家麟）。（1916年）
- 《香鉤情眼》小デュマAntonineの訳（林紓、王慶通）。（1916年5月）
- 《血華鸳鸯枕》小デュマL'Affaire Clémenceauの訳（林紓、王慶通）。1916年8月～12月《小说月报》第7卷。
- 《凱撒遺事》シェイクスピアJulius Caesarの訳（林纾、陈家麟）。（1916年）
- 《樂師雅路白忒遺事》，トルストイ原著。（1920年）
- 《高加索之囚》，トルストイ原著。（1920年）

### 古文
- 左傳擷華. 商務印書館. (1921)春秋左氏伝の評点本[21]
- 韓柳文研究法

### 武侠小説
- “傅眉史”. 小說大觀 三. (1915-12).
- 金陵秋
- 京華碧血錄
- 技擊餘聞
- 巾幗陽秋

### その他
- 『妖夢(ようむ)』
- 『荊生(けいせい)』
- 畏廬文集

等々

## 評価
- 胡適「古文では曽て長編小説は書かれたことがなかったが、林紓は古文で百を超える長編小説を訳した。古文には滑稽の風味が少ないとはいえ、オーウェンやディケンズの作品を古文で訳した。古文は情感を叙するのに不得手にもかかわらず、『椿姫』や『カインの末裔』を訳した。古文の応用において、司馬遷以来これほどの大きな功績はなかった。」[22]

- 周作人「彼は外国文学を紹介するに班固や司馬遷以来の伝統の古文を用いたとはいえ、その努力と業績は何人の下に置くこともできないものである。……実のところ、我々は殆ど皆、林訳によって初めて外国に小説があることを知り、外国文学への興味をもったもので、私自身彼の訳文をよく模倣したものであった。」[23]

- 郭沫若「Lamb(英、一九世紀の文学者)の《Tales from Shakespeare》―林琴南訳では『英国詩人吟辺燕語』(一般には『莎氏楽府』と訳されている)―も、わたしに無上の興味をもたらした。それは無形のうちにわたしに大きな影響を及ぼした。後日さらに《Tempest》《Hamlet》《Romeo and Juliet》など、シェイクスピアの原作を読んだが、どうしても子どもの時に読んだ童話的な訳ほどには親しめなかった。」[24]

## 逸話
- 蒼霞精舍は、光緒二十二年（1896年）に陳璧、孫葆瑨、力鈞、陳宝チンらと設立したもので、林の故居であった[25]。

- 白話の反対派と目され新文化運動の領袖であった陳独秀、胡適らと対立した。但し林紓は自身で白話による詩を書くなど白話に反対であったのではなく古文を全廃することに反対していた。

- 光緒帝を崇拝しており、民国成立後光緒帝の陵墓（崇陵）に十一回謁した[4]。

- 陳宝チンが林の『左傳擷華』を宣統帝に進呈したところ、林は帝より「煙雲供養」の対聯（春条）を賜ると共に、内府の名画を出しての鑑賞を特別に許された。林は狂喜し、その住まいを「煙雲楼」と名付けると共に紀念に詩を賦した[4]。

- 林自身武術の心得があったという[26][27]。